# Symphonie no 2 de Furtwängler
Pour les articles homonymes, voir Symphonie no 2.
La Symphonie no 2 en mi mineur de Wilhelm Furtwängler a été écrite entre 1945 et 1946. 
Furtwängler termine cette symphonie alors qu'il avait dû fuir le régime nazi, les dirigeants du  Troisième Reich voulant le faire tuer en raison de ses liens avec la résistance allemande au nazisme. Il fut, en particulier, soupçonné  par les nazis d'avoir participé à l'attentat du 20 juillet 1944 contre Hitler. Furtwängler séjournait alors en Suisse, les autorités alliées l'ayant interdit de diriger et il attendait de passer devant une commission de Dénazification.

## Description
La symphonie dure environ 80 minutes et comporte quatre mouvements :
1. Assai moderato
2. Andante semplice
3. Allegro - Moderato - Allegro
4. Langsam - Moderato andante - Allegro molto - Moderato - Langsam - Moderato - Presto

Le premier et le dernier mouvement ont la forme sonate. Le troisième mouvement, bien que n'étant pas expressément intitulé comme tel par Furtwängler, est un scherzo avec trio. Contrairement à Bruckner, Furtwängler compose des transitions en douceur à l'entrée et la sortie du trio
Comme les autres œuvres symphoniques de Furtwängler, la symphonie nº 2 est rarement jouée. La composition est marquée par le style romantique tardif. L'influence d'Anton Bruckner est évidente mais sa façon de structurer sa symphonie relève de la pure tradition allemande plutôt que de la tradition autrichienne. Le compositeur Arthur Honegger déclara à propos de cette composition: "Celui qui écrit une partition aussi riche [que celle-ci] est au-delà de tout débat. Il est de la famille des grands musiciens."

## Discographie
Furtwängler a lui-même enregistré sa symphonie nº 2 plusieurs fois. Entre autres, il l'a enregistré en concert en 1948  avec l'orchestre Philharmonique de Hambourg, en studio avec l'orchestre philharmonique de Berlin de Berlin en 1951, en studio avec l'orchestre philharmonique de Berlin en 1952, avec l'Orchestre philharmonique de Vienne, lors d'un concert en 1953 et en studio avec l'orchestre philharmonique de Berlin  la même année. Ce dernier enregistrement a été fait sous le label Orfeo.  Une dernière interprétation par Furtwangler existe avec l'Orchestre Symphonique de la Radio de Stuttgart (Süddeutscher Rundfunk) en mars 1954.
Eugen Jochum a enregistré cette œuvre avec l'Orchestre Symphonique de la Radio de Bavière en 1954. Daniel Barenboim a fait également un enregistrement avec l'Orchestre Symphonique de Chicago.